# Стивен Хантер
Стивен Хантер (енгл. Stephen Hunter; Велингтон, Нови Зеланд, 28. октобар 1968) глумац је и уметник са Новог Зеланда. Најпознатији је по улози Бомбура у Џексоновој филмској трилогији Хобит. То је био његов тек други филмски наступ, раније је глумио искључиво у новозеландским и аустралијским серијама. Тренутно живи у Аустралији. 

## Филмографија
| Улоге Стивена Хантера |                             |                                           |        |          |
| Година                | Српски назив                | Изворни назив                             | Улога  | Напомена |
| 1995.                 | Даме ноћи                   | Ladies Night                              | Греми  |          |
| 2012.                 | Хобит: Неочекивано путовање | The Hobbit: An Unexpected Journey         | Бомбур |          |
| 2013.                 | Хобит: Шмаугова пустошења   | The Hobbit: The Desolation of Smaug       | Бомбур |          |
| 2014.                 | Хобит: Битка пет армија     | The Hobbit: The Battle of the Five Armies | Бомбур |          |